# Mitologia cristiana

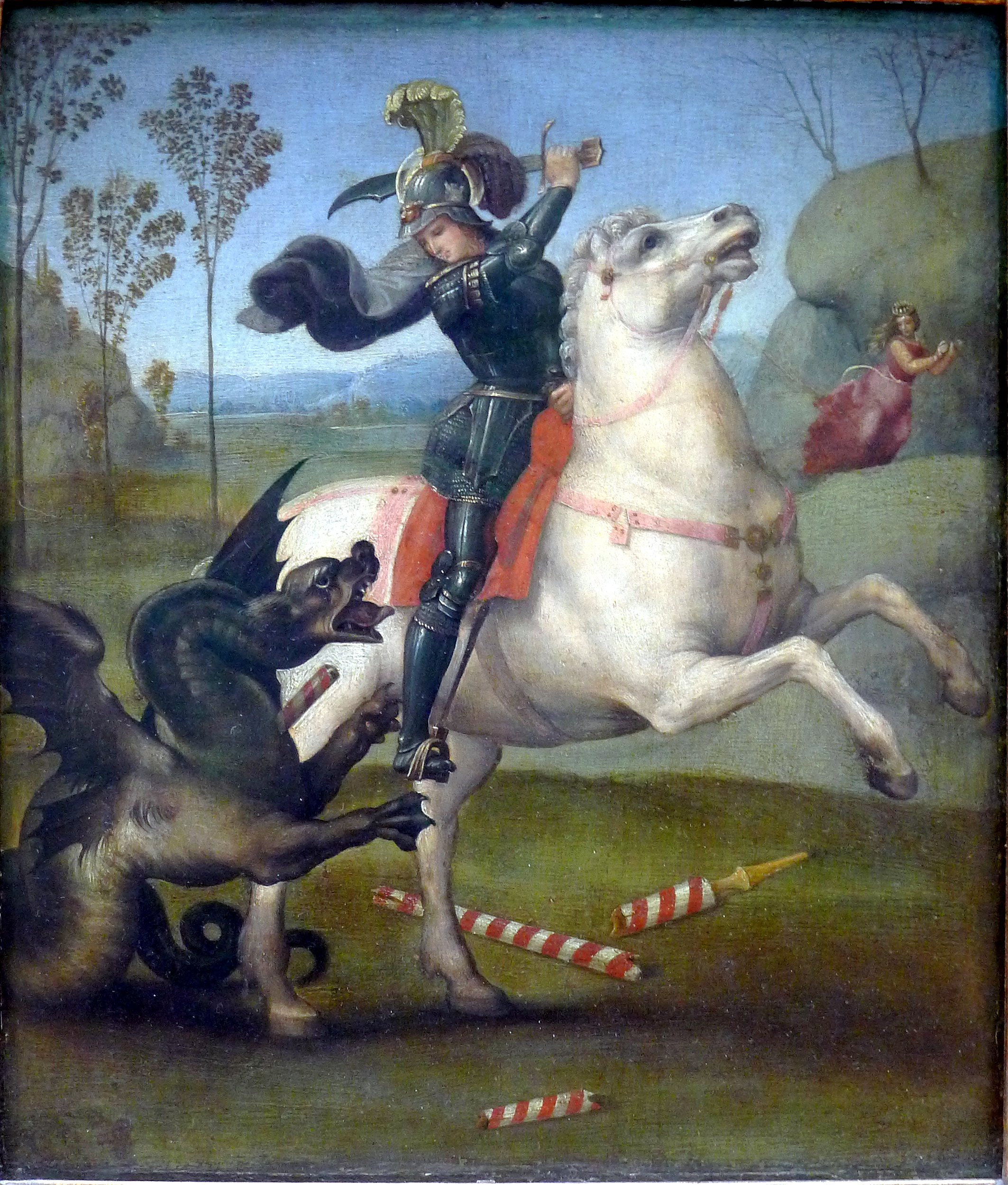
San Giorgio e il drago, Raffaello (1505)

Con il termine mitologia cristiana può essere definito il corpus di storie che illustrano o simboleggiano credenze e valori adottati da parte delle chiese cristiane nella loro tradizione e liturgia religiosa. Un mito cristiano è una storia o una parabola cui viene attribuito un profondo valore simbolico ed esplicativo. Secondo le moderne scuole teologiche liberali si può chiamare mitologia cristiana l'intero insieme di miti e leggende inerenti alla religione cristiana, comprese un certo numero di storie dell'Antico e del Nuovo Testamento, pur mantenendo intatto il kerigma, cioè il nucleo delle credenze del Cristianesimo, comprendendo le leggende che si sono sviluppate intorno a figure quali le vite dei santi, per sottolineare, illustrare o dare una raffigurazione esemplare di credenze e di valori cristiani.
Ne sono esempio le leggende sorte intorno alla carriera di Ponzio Pilato che hanno dato luogo alla stesura di vangeli apocrifi. Molti dei temi ricorrenti in agiografia sono convenzionali nella mitologia cristiana. Tra queste storie ne figurano molte che pur non provenendo da testi canonici, contengono numerosi temi tipicamente Cristiani. La mitologia cristiana può comprendere altre storie popolari e tradizionali purché esse veicolino valori o facciano diretto riferimento alla spiritualità cristiana. Ne sono un esempio molte leggende relative a santi, come quelle relative a San Giorgio, a San Valentino o alla Vellosa, ma anche fatti di avvenimenti mitologici grandiosi come il Diluvio Universale. Alcune creazioni mitico-letterarie sono figure esemplari e prototipiche di grandi virtù tipiche della religione cristiana stessa, secondo una scala di valori che nasce nell'epoca della Patristica.